# Панов, Артур Алексеевич
Артур Алексеевич Панов (укр. Артур Олексійович Панов, род. 24 февраля 1998, Краснодон, Луганская область, Украина) — украинский политический деятель.
В декабре 2015 стало известно, что Панов при невыясненных обстоятельствах оказался в российском СИЗО. Российские власти обвинили его в подготовке террористического акта в РФ, хотя сам подросток все обвинения в свой адрес отрицал. В свою очередь украинские власти утверждали, что Панов был похищен на территории Украины, после чего передан представителям российских спецслужб, которые незаконно вывезли его в Россию. По официальной версии Следственного Комитета России Панов был задержан на территории России 5 декабря 2015 года, в Ростове-на-Дону, а до момента задержания проживал там как минимум неделю. Вёл в соцсети группу, названную в честь леворадикальной немецкой организации «Фракция Красной Армии».

## Биография
Родился 24 февраля 1998 года в Краснодоне, являющимся на тот момент районным центром Луганской области на Украине.
Артур с детства был творческим и способным ребёнком, уже с 11 лет начал писать стихи на различную тематику. Поэтический талант подростка заинтересовал украинских журналистов, которые
в 2014 году помогли ему выпустить собственный сборник стихов.
После окончания школы Панов некоторое время обучался в Луганском национальном университете имени Тараса Шевченко на специальности «международные отношения», однако вскоре был отчислен за академическую неуспеваемость. Панов обладал сложным характером, что нередко становилось причиной неоднократных приводов в полицию, а в 2014 году суд признал его виновным в ложном сообщении об опасности после того, как Панов попытался ограбить банк, передав кассиру записку с сообщением о минировании.

## Уголовное преследование в России
В декабре 2015 года в российских СМИ появилась информация о том, что 17-летний гражданин Украины был задержан в Ростове-на-Дону (Российская Федерация) по подозрению в ряде преступлений экстремистской направленности. В частности Панова обвинили в подготовке террористического акта на территории России в поддержку украинских националистов. Артура Панова в СИЗО посетили украинские консулы, которые выяснили у него состояние здоровья, а также подробности его задержания. Делом Панова занимался первый отдел по расследованию особо важных дел Следственного комитета РФ по Ростовской области, подростку были предъявлены обвинения в целом ряде экстремистских преступлений — ч. 1 ст. 30-ч. 1 ст. 205 УК РФ (покушение на совершение теракта, ч. 1 ст. 205.1 УК РФ (склонение к террористической деятельности), ч. 1 ст. 205.2 УК РФ (публичное оправдание терроризма), ч. 1 ст. 222.1 УК РФ (незаконное хранение и изготовление взрывных веществ), ч. 1 ст. 223.1 УК РФ (изготовление взрывных устройств).
Панов частично признал свою вину в преступлении, однако вскоре заявил, что в ноябре 2015 года он был похищен сотрудниками российских спецслужб на территории Украины, а потом уже незаконно вывезен в Россию.
В июле 2016 года ряд журналистов опубликовали материалы, в которых подвергли сомнению правдивость версии Панова о похищении на территории Украины и последующего вывоза российскими спецслужбами в Россию. Сомнение в правдивости слов Артура появилось после множественных нестыковок в материалах уголовного дела.
7 апреля 2016 года в Ленинском районном суде Ростова-на-Дону состоялось рассмотрение ходатайства следователя Мальцева В. А о продлении срока содержания Панова под стражей, в ходе которого Артур возражал против оставления его в СИЗО и требовал освободить под залог в размере 500 тыс. рублей, однако суд отказал ему в выполнении этого требования.
В мае 2016 года, по подозрению в пособничестве Артуру Панову, в Ростове-на-Дону был задержан 33-летний гражданин России Максим Смышляев, которому вскоре было предъявлено обвинение по ч. 3 ст. 205.1 (содействие террористической деятельности) УК Российской Федерации.
В период следствия украинские СМИ периодически писали о том, что по месту пребывания Панова в СИЗО-2 города Таганрога на него оказывается сильное психологическое давление, а также применяются пытки.
Следственный комитет Российской Федерации отрицал факт похищения украинского подростка с территории Украины и вывоз его в Россию, утверждая при этом, что Артур Панов самостоятельно пересек границу, под видом беженца, в районе таможенного пункта «Изварино». По версии следствия, до момента задержания Панов проживал в Ростове-на-Дону как минимум две недели и устроился на работу в один из супермаркетов города, а во время пребывания в Ростове активно искал предполагаемое место совершения теракта, проводя при этом разведку систем антитеррористической безопасности на предполагаемых объектах.
18 марта 2016 года в Совете Федерации состоялось выступление начальника Центра по борьбе с экстремизмом ГУ МВД РФ по Ростовской области Артура Метцгера.
В августе 2016 года Панов был этапирован из Ростова-на-Дону в Бутырскую тюрьму города Москва для дальнейшего прохождения стационарной психолого-психиатрической экспертизы при «Федеральном медицинском исследовательском центре психиатрии и наркологии имени В. П. Сербского». По результатам экспертизы Панов был признан вменяемым.
В январе 2017 года уголовное дело в отношении Панова по факту подготовки теракта был передано в Северо-Кавказский окружной военный суд  Ростова-на-Дону. Первое судебное слушание дела по существу был назначено на 14 февраля 2017 года.
В ночь на 2 мая 2017 года украинские СМИ передали информацию со ссылкой на российское издание «Фонтанка» о том, что Артур Панов скончался в ростовском следственном изоляторе остановки сердца. Также в сообщении утверждалось, что Панов неоднократно объявлял длительные голодовки в знак протеста против проведения судебного процесса над ним на территории РФ. Уже на следующий день информация о смерти Панова была опровергнута МИД Украины и Уполномоченной Верховной Рады Украины по правам человека Валерией Лутковской.
11 августа Северо-Кавказский окружной военный суд приговорил Панова к восьми годам колонии общего режима. 7 сентября 2019 года в результате акции обмена заключёнными между Украиной и Россией был освобождён и транспортирован в Киев.

## После освобождения
Сразу после освобождения и возвращения в Украину Артур Панов активно занялся общественной деятельностью. Принимал участие в протестных акциях 14 октября 2019 года, направленных против политики Зеленского по урегулированию вооружённого конфликта на востоке Украины. В частности, он также заявил о создании собственной политической партии и уже 26 октября 2019 года провел учредительный съезд Национал-консервативной партии Украины, где его избрали председателем новой политической силы.